# Napaea rufolimba
Napaea rufolimba is een vlindersoort uit de familie van de prachtvlinders (Riodinidae), onderfamilie Riodininae.
Napaea rufolimba werd in 2005 beschreven door Hall, J.